# Superbike-VM 2013
Superbike-VM 2013 arrangerades av Internationella motorcykelförbundet. Världsmästerskapet avgörs över 14 omgångar (28 heat). Säsongen inleddes den 24 februari i Australien och avslutades den 20 oktober i Spanien. Tom Sykes på Kawasaki säkrade världsmästartiteln i det näst sista heatet för säsongen.

## Tävlingskalender och heatsegrare
| Datum | Bana           | Vinnare heat 1            | Märke    | Vinnare heat 2 | Märke    |
| ----- | -------------- | ------------------------- | -------- | -------------- | -------- |
| 24/2  | Phillip Island | Sylvain Guintoli          | Aprilia  | Eugene Laverty | Aprilia  |
| 14/4  | Aragón         | Chaz Davies               | BMW      | Chaz Davies    | BMW      |
| 28/4  | Assen          | Tom Sykes                 | Kawasaki | Eugene Laverty | Aprilia  |
| 12/5  | Monza          | Marco Melandri            | BMW      | Eugene Laverty | Aprilia  |
| 26/5  | Donington      | Tom Sykes                 | Kawasaki | Tom Sykes      | Kawasaki |
| 9/6   | Portimão       | Marco Melandri            | BMW      | Eugene Laverty | Aprilia  |
| 30/6  | Imola          | Tom Sykes                 | Kawasaki | Tom Sykes      | Kawasaki |
| 21/7  | Moskva         | Marco Melandri            | BMW      | Inställt       |          |
| 4/8   | Silverstone    | Jonathan Rea              | Honda    | Loris Baz      | Kawasaki |
| 1/9   | Nürburgring    | Tom Sykes                 | Kawasaki | Chaz Davies    | BMW      |
| 15/9  | Istanbul Park  | Eugene Laverty            | Aprilia  | Eugene Laverty | Aprilia  |
| 29/9  | Laguna Seca    | Tom Sykes                 | Kawasaki | Eugene Laverty | Aprilia  |
| 6/10  | Magny-Cours    | Tom Sykes                 | Kawasaki | Tom Sykes      | Kawasaki |
| 20/10 | Jerez          | Eugene Laverty            | Aprilia  | Eugene Laverty | Aprilia  |
| 17/11 | Buddh          | Struken av säkerhetsskäl. |          |                |          |

## Mästerskapsställning
Slutställning efter 28 heat.
1. Tom Sykes, 447 p. Klar världsmästare efter 27:e heatet.
2. Eugene Laverty, 424 p.
3. Sylvain Guintoli, 402 p.
4. Marco Melandri, 359 p.
5. Chaz Davies, 290 p.
6. Davide Giugliano, 211 p.
7. Michel Fabrizio, 188 p.
8. Loris Baz, 180 p.
9. Jonathan Rea, 176 p.
10. Jules Cluzel, 175 p.
11. Leon Camier, 132 p.
12. Ayrton Badovini, 130 p.
13. Leon Haslam, 91 p.
14. Max Neukirchner, 91 p.
15. Carlos Checa, 80 p.
16. Toni Elías, 70 p.
17. Federico Sandi, 55 p.
18. Mark Aitchison, 46 p.